# Sister Dora

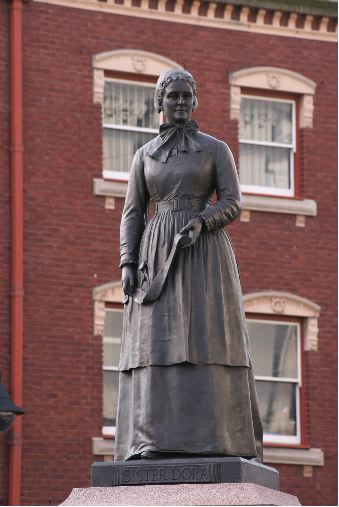
Statue von Sister Dora auf der Brücke im Stadtzentrum von Walsall. Die Statue wurde im Zuge der Neugestaltung des Platzes von ihrem ursprünglichen Standort, etwa 20 Meter entfernt, versetzt. 2008

Dorothy Wyndlow Pattison, bekannt als Sister Dora (* 16. Januar 1832 in Hauxwell, Vereinigtes Königreich; † 24. Dezember 1878 Walsall, Vereinigtes Königreich) war eine anglikanische Ordensfrau und Krankenschwester. Sie war in Walsall als Krankenschwester tätig und ihr wurde als erster Frau des Landes, die nicht zur königlichen Familie gehörte, eine Statue gewidmet.

## Leben und Werk

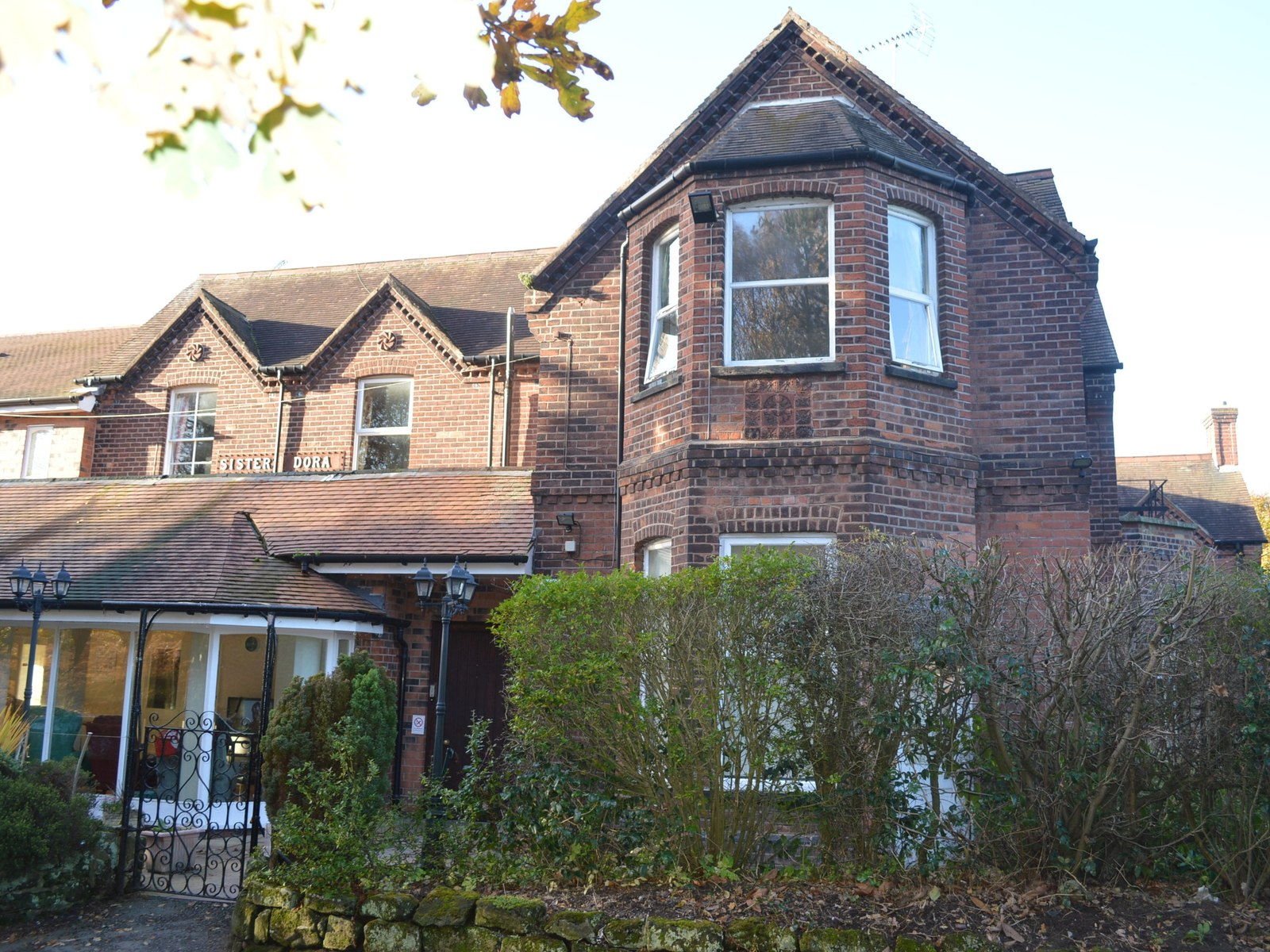
Sister Dora Convalescent Hospital in Berkswich, 2013

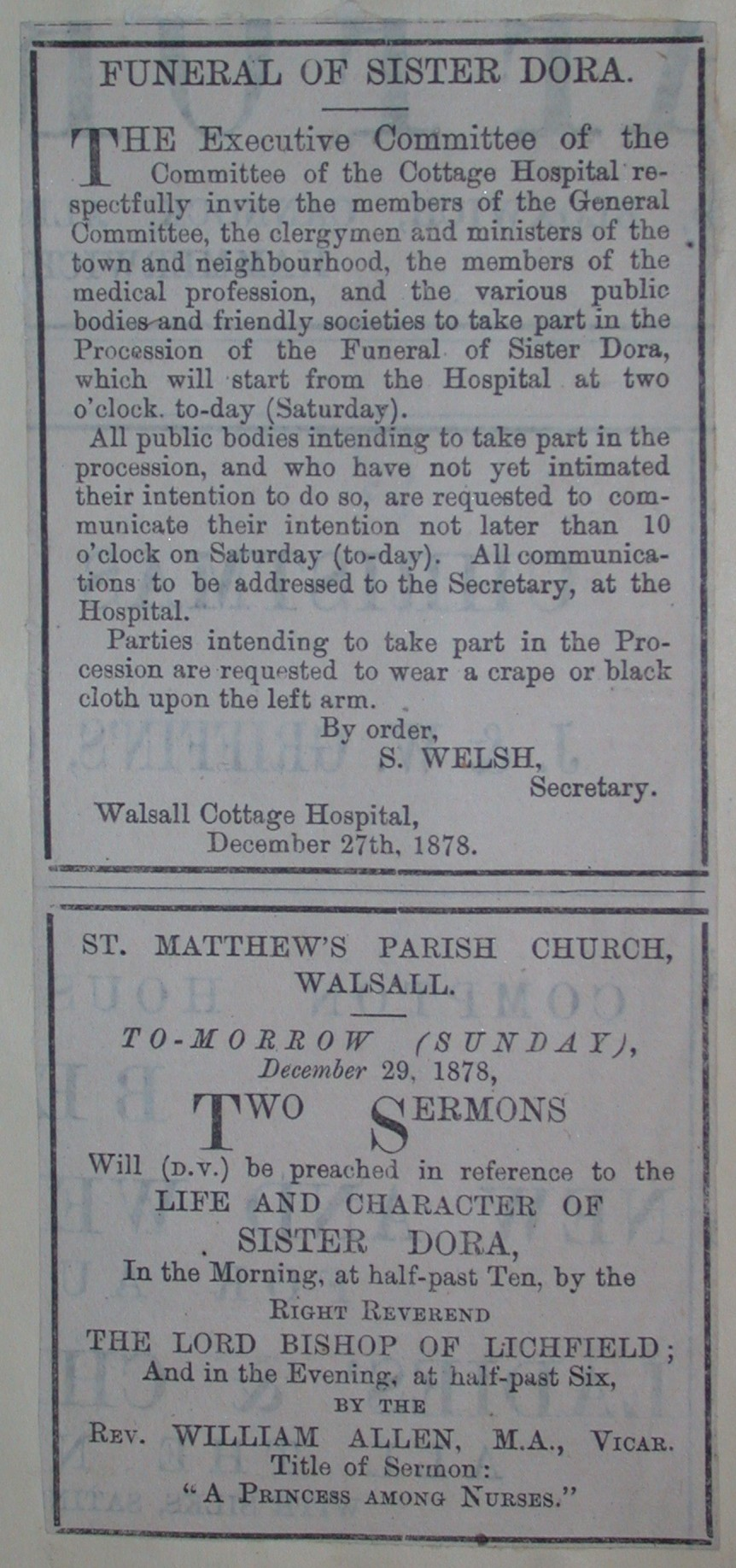
Zwei Zeitungsausschnitte über die Beerdigung und die Trauerfeierlichkeiten für Sister Dora. Die Originale befinden sich in der Sammlung des Walsall Local History Centre

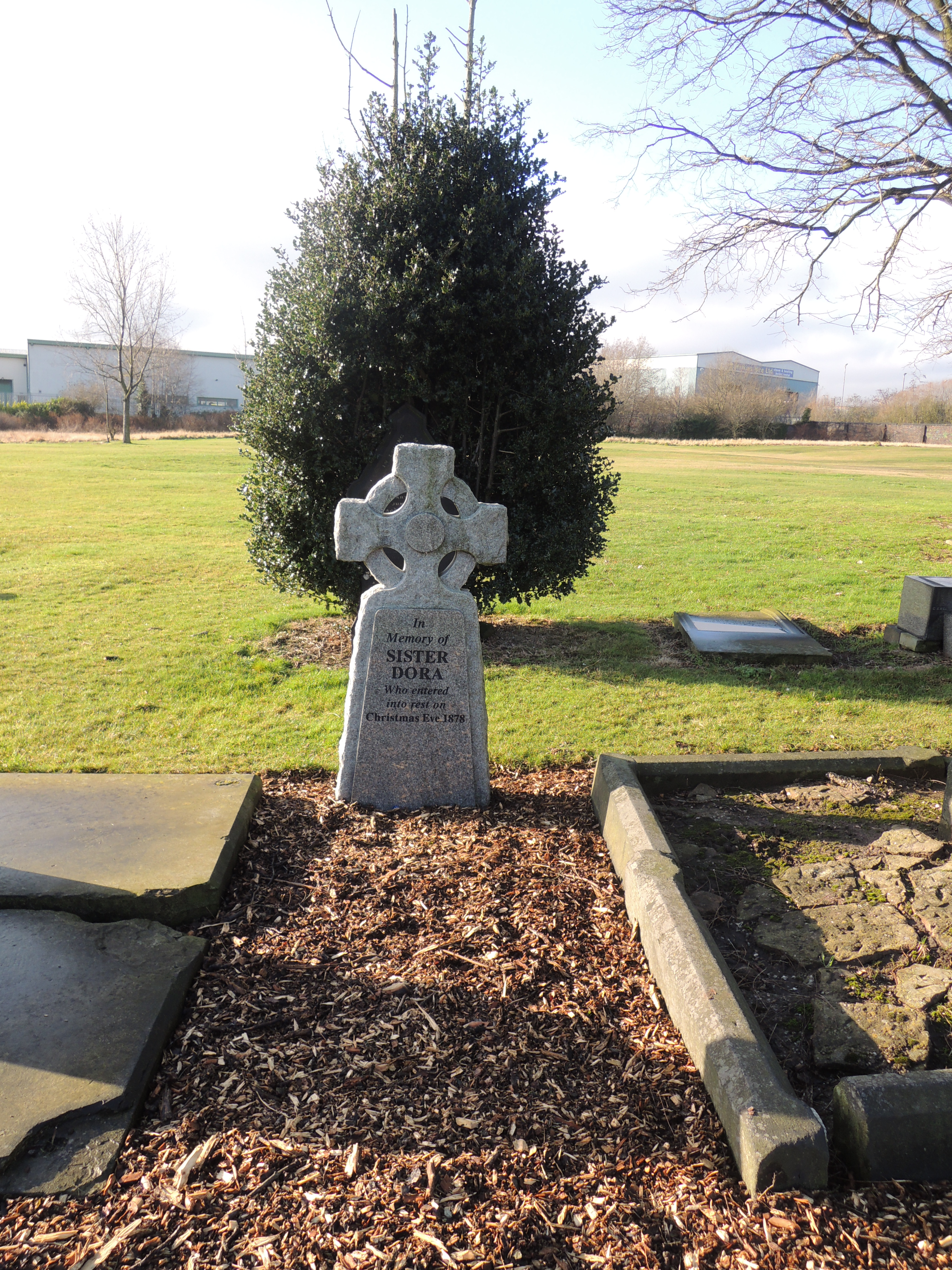
Grabstelle von Sister Dora, 2013

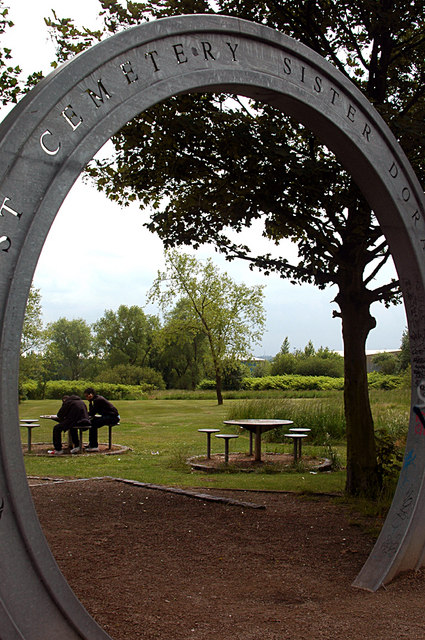
Queen St Cemetery: Sister Dora Gate

Pattison wurde im Pfarrhaus Hauxwell in der Nähe von Richmond (North Yorkshire) als elftes von zwölf Kindern des Pfarrers von Hauxwell Mark James Pattison (1788–1865) und Jane Winn (1793–1860), der Tochter eines ehemaligen Bürgermeisters von Richmond, geboren. Ihr Vater verbot seinen Töchtern wohltätige Werke zu verrichten und willigte in keine ihrer Ehen ein. Während ihre beiden Brüder von ihrem Vater erzogen wurden und die Universität Oxford besuchten, erhielten die zehn Schwestern keine formale Ausbildung. Ihr ältester Bruder Mark Pattison übernahm die Verantwortung für ihre Ausbildung, und unter seiner Anleitung entwickelte sie eine eigenständige Denkweise.
1860 wurde Pattison Lehrerin in Little Woolston in Buckinghamshire. In den Ferien besuchte sie in Coatham eine der ersten anglikanischen Schwesternschaften, die Christ Church Sisterhood, die in Coatham ein Genesungsheim betrieb. Gegen den Willen ihres Vaters wurde sie im Herbst 1864 Mitglied der Schwesternschaft des barmherzigen Samariters in Coatham und nahm den Namen Sister Dora an. Gemäß den Ordensregeln arbeitete sie anfangs als Köchin in der Küche. Im Januar 1865 wurde sie nach Walsall, einem Industriegebiet nahe Birmingham, geschickt, wo 1863 ein kleines Krankenhaus zur Notfallbehandlung von Arbeitsunfällen in Kohlebergwerken, Eisengruben, Gerbereien und Eisenbahnen eingerichtet worden war. Neben den stationären Patienten betreute sie dort täglich Hunderte von ambulanten Patienten. 1868 war sie stellvertretende Oberschwester des Krankenhauses. Sie war als OP-Schwester tätig, nahm an Obduktionen und Sektionen teil und konnte Frakturen richten und kleinere Operationen durchführen.
1875 brach in Walsall eine Pockenepidemie aus und es wurde ein Epidemiekrankenhaus eingerichtet. Sister Dora betreute 1876 dort 12.127 Patienten. 1877 erkrankte sie an Brustkrebs und sie beschloss, so lange wie möglich weiterzuarbeiten. Der Grundstein für ein neues Krankenhaus war zuvor im April 1877 gelegt worden und sie wollte dessen Fertigstellung noch erleben. Im Sommer 1878, sechs Monate vor ihrem Tod, reiste sie nach Paris und London. In London hatte sie Gelegenheit den Chirurgen Joseph Lister bei der antiseptischen Chirurgie zu beobachten. Sie bestellte die notwendige Ausrüstung für einen antiseptischen Operationssaal für das neue Krankenhaus in Walsall.
Pattison starb im Alter von 46 Jahren am Heiligabend 1878. Zu ihrer Beerdigung am 28. Dezember begleiteten sie die Einwohner von Walsall zum Queen Street Cemetery. Achtzehn Eisenbahner, Lokführer, Träger und Wachen in Arbeitsuniform trugen sie zum Friedhof. An ihrer Beerdigung nahm von ihrer unmittelbaren Familie niemand teil.

## Ehrungen (Auswahl)
- 1882 wurde ihr ein Buntglasfenster in der St. Matthew’s Church in Walsall gewidmet
- 1886 wurde eine Statue von den Arbeitern der Stadt Walsall gestiftet und von Francis John Williamson geschaffen
- 1895 benannte der Ingenieur Francis William Webb eine Personenzuglokomotive als Nr. 2158 „Sister Dora“. Die in Derby abgestellte Lokomotive Nr. 2158 bediente einen Morgenzug von Derby nach Walsall über Burton, Birmingham New Street und Soho nach Walsall. Die Lokomotive fuhr regelmäßig von 1896 bis 1906. Die Lokomotive Nr. 2158 Sister Dora wurde vermutlich um 1924 nach der Gründung der London, Midland and Scottish Railway Company verschrottet. 1988 wurde eine Lokomotive der Klasse 31 Trägerin des Namensschilds Sister Dora.[8]
- Die Midland Metro benannte eine Straßenbahn nach ihr[9]
- Die Hauptstraße durch Woolstone in Milton Keynes, wo sie von 1861 bis 1864 die Dorfschule leitete, wurde Pattison Lane benannt
- In Walsall sind der Sister Dora Gardens in Caldmore und die  Dora Street in Pleck nach ihr benannt
- Ein Gebäude auf dem Walsall Campus der University of Wolverhampton ist ihr zu Ehren benannt
- 1977 wurde eine dreiteilige Filmfolge über ihr Leben veröffentlicht, in der Dorothy Tutin die Rolle der Sister Dora spielte. Die Filme wurden 1977 in BBC1 ausgestrahlt.[10][11]